# Кошечкин, Борис Иванович
Борис Иванович Кошечкин (5 апреля 1931, Первоуральск, Уральская область — 20 августа 1995, Санкт-Петербург) — советский и российский учёный-географ и геолог, кандидат географических наук. Специалист по геоморфологии, четвертичной геологии, этнографии. Краевед, автор научно-популярных книг, основатель Музея-архива истории освоения Европейского Севера России в городе Апатиты.

## Биография
Родился 5 апреля 1931 года в городе Первоуральске Уральской области.
В 1954 году окончил ЛГУ.
Стал специалистом в геологии и геоморфологии четвертичного периода.
Заведующий лабораторией Четвертичной геологии Геологического института Кольского филиала АН СССР.
Попав на Кольский полуостров, много ездил в экспедиции, собирал этнографический материал. Много сил отдал изучению культуры российских саамов.
Состоял членом Ленинградской писательской организации.
В 1974 году основал Музей-архив истории изучения и освоения Европейского Севера в Апатитах, собирал экспонаты, вёл обширную переписку с исследователями Севера и их семьями.
Переехал в Ленинград.
Скончался 20 августа 1995 года в Санкт-Петербурге.

## Членство в организациях
- Всесоюзное географическое общество / РГО, Ленинград. Председателем Президиума Северного филиала общества с центром в городе Апатиты.

## Публикации
Автор более 150 научных работ, опубликованных, в том числе, и за рубежом, популярных книг об учёных и мореходах.